# 張德地
張德地（？年—1683年），字坤育，初名劉格，漢軍鑲藍旗，遵化人，曾任四川巡撫。

## 生平[3]
初以通晓满文，在户部学习。顺治九年（1652）授宗人府主事，歷任啟心郎、太常寺少卿、太常寺卿、戶部督補理事官、兵部督補理事官、順天府府尹、四川巡撫、署延綏巡撫、加工部侍郎銜、加工部尚書銜、四川巡撫。担任四川巡抚时，建议招民开垦四川荒地，按招民、垦荒多少考升官吏，被采纳。三藩之乱时，驻防广元，协守西安、延安，抵御吴三桂部将彭时亨失利，夺官。康熙二十二年卒。